# Kingdom of Dust
Kingdom of Dust  is het tweede album van de Britse progressieve rock musicus Jakko M. Jakszyk.
Het album is kort, duurt maar 20 minuten. Bij het maken van dit album is Jakszyk bijgestaan door een aantal van de leden van Japan.

## Tracklist
1. The Hands of Che Guevera- 4:20 (Jakko M. Jakszyk, Richard Barbieri)
2. Drowning in My Sleep - 4:12 (Jakko M. Jakszyk, Steve Jansen)
3. It's Only the Moon - 4:24 (Jakko M. Jakszyk, Richard Barbieri)
4. The Judas Kiss - 4:28 (Jakko M. Jakszyk, Steve Jansen)

## Bezetting
- Jakko Jakszyk: zang, gitaar

memedewerking van:
- Richard Barbieri: keyboard
- Mick Karn: basgitaar
- Steve Jansen: slagwerk